# A4 (Noord-Macedonië)
De A4 is een hoofdweg en gedeeltelijke autosnelweg in Noord-Macedonië. De weg loopt van de Kosovaarse grens via Skopje, Kumanovo, Štip en Strumica naar de grens met Bulgarije. De weg is 305 kilometer lang. In Kosovo loopt de weg als M-2 verder naar Kaçanik en Pristina. In Bulgarije loopt de weg verder als III-198 naar Petritsj.
De A4 is tussen Kosovo en Skopje onderdeel van de E65, de Europese weg van Malmö in Zweden naar Chania in Griekenland.

## Geschiedenis
Tijdens de Joegoslavische tijd bestond de A4 uit vier verschillende wegen. Dit waren de M2 tussen Kosovo en Skopje, de M1.14 tussen Skopje en Petrovec, de M1 tussen Skopje en Kumanovo en de M28 tussen Sveti Nikole en Bulgarije.
Na de onafhankelijkheid van Macedonië werden de wegen hernummerd. Een deel van de M2 en de gehele M1.14 werden samengevoegd tot de M-3. De M28 kreeg tussen Štip en Bulgarije het nummer M-6. Deze wegnummers hebben tot 30 september 2011 bestaan. Op die dag werden de M-3, de M-6 en de weg tussen Kumanovo en Štip samengevoegd tot de nieuwe A4.
A1 · 
A2 · 
A3 · 
A4